# Радован Грковић
Радован Грковић (Неваде, код Горњег Милановца, 5. март 1913 — Неваде, код Горњег Милановца, 1. септембар 1974) био је учесник Народноослободилачке борбе, друштвено-политички радник СР Србије и народни херој Југославије.

## Биографија
Рођен је 5. марта 1913. године у селу Неваде, код Горњег Милановца. Основну школу и пет разреда гимназије завршио је у Горњем Милановцу, а остала три разреда у Чачку, где је и матурирао 1932. године. За време школовања живео је у тешким материјалним условима, јер је одрастао у сељачкој породици, која је после погибије оца у Првом светском рату знатно осиромашила. То му је била и сметња да непосредно после матуре настави школовање, тако да је студије на Правном факултету у Београду започео 1936. године.
Још као гимназијалац прикључио се револуционарном омладинском покрету. Осуђивао је Шестојануарску диктатуру, агитовао за апстиненцију бирача на парламентарним изборима 1931, учествовао у штрајку ученика чачанске гимназије 1931. године. Период од 1932. до 1936. године провео је у родном селу, бавио се земљорадњом и учествовао у стварању политичке опозиције међу сељацима у свом и околним селима. Због тога је заједно са старијим братом, био хапшен и осуђиван.
Доласком у Београд где је, фебруара 1936, уписао Правни факултет, прикључио се револуционарном студентском покрету и учествовао у бројним политичким акцијама: у разбијању Љотићевог збора 1936, у студентским демонстрацијама и зборовима. Био је члан одбора Уједињене студентске омладине и управе опште студентске мензе у којој је и радио као келнер и на тај начин се издржавао. Иступао је на великом збору омладине Београда на Правном факултету, на коме је изражен снажан протест омладине против рата. Због своје активности и у Београду је био хапшен и осуђиван. Крајем 1940. је по казни регрутован, с роком од 18 месеци, уместо девет колико су у оно време служили школовани регрути.

### Народноослободилачка борба
Напад Сила Осовине на Југославију 1941. године затекао га је у Битољу на одслужењу војног рока. Избегао је заробљавање, вратио се у родно место и учествовао у припремама за формирање партизанског одреда у који је заједно са братом ступио јула 1941. године.
Истог месеца 1941. године постао је и члан Комунистичке партије Југославије (КПЈ). У почетку устанка био је десетар у Таковској чети, а касније политички комесар. Ова чета је убрзо прерасла у Таковски батаљон Чачанског партизанског одреда „Драгиша Мишовић“, који је извео напад на Горњи Милановац и ослободио га. Тих дана се нарочито истакао у борби са четницима код Чачка и у њиховом гоњењу до Равне Горе, а касније и у огорченим борбама које су се водиле код Прибоја.
Са својим батаљоном ушао је у састав Друге пролетерске бригаде приликом њеног формирања, 1. марта 1942. у Чајничу и учествовао у низу њених акција. Касније је отишао у Политичко одељење (Политодел) Прве крајишке бригаде у којој је остао годину дана. Истакао се у борбама ове бригаде (Бихаћ, Босански Нови, Сански Мост), а нарочито у борби за Јајце августа 1942. године. Као делегат Србије учествовао је на Другом заседању АВНОЈ-а. Био је и учесник Првог заседања Антифашистичке скупштине народног ослобођења Србије (АСНОС).
После партијског курса 1943. постао је заменик политичког комесара Пратећег батаљона Врховног штаба, а фебруара 1944. је по партијском задатку прешао у Топлицу за инструктора Покрајинског комитета КПЈ за Србију. Касније је постао руководилац Другог одсека Одељења за заштиту народа (ОЗН) за Србију и заменик начелника Озне за Београд. Демобилисан је 1. октобра 1945. године у чину потпуковника Југословенске армије (ЈА).

### Послератни период
После рата, обављао је низ одговорних функција у Савезу комуниста Србије и органима власти:
- секретар Окружног комитета у Чачку,
- инструктор Централног комитета КП Србије,
- члан Централног комитета Савеза комуниста Србије,
- министар за трговину и снабдевање у Влади СР Србије (1948—1951),
- секретар Извршног већа Народне скупштине Србије (1953—1962),
- председник одбора Скупштине СР Србије и др.

Више је пута био биран за посланика Савезне скупштине СФРЈ и Скупштине СР Србије.
Умро је 1. септембра 1974. у родном селу. Сахрањен је у Алеји заслужних грађана на Новом гробљу у Београду.
Носилац је Партизанске споменице 1941. и других југословенских одликовања, међу којима су —  Ордена заслуга за народ са златном звездом, Ордена братства и јединства златним венцем, Ордена за храброст и осталих југословенских одликовања. Орденом народног хероја одликован је 27. новембра 1953. године.

## Галерија
- Биста Радована Грковића у спомен парку „Брдо мира“ у Горњем Милановцу
- Партизанска споменица 1941.
- Орден народног хероја